# Paris-Roubaix 1937
Paris-Roubaix din 1937 a fost a 38-a ediție a Paris-Roubaix, o cursă clasică de ciclism de o zi din Franța. Evenimentul a avut loc pe 28 martie 1937 și s-a desfășurat pe o distanță de 255 de kilometri de la Paris până la velodromul din Roubaix. Câștigătorul a fost Jules Rossi din Italia.

## Rezultate
| Loc | Ciclist                | Timp       |
| --- | ---------------------- | ---------- |
| 1   | Jules Rossi (ITA)      | 7h 17' 57" |
| 2   | Albert Hendrickx (BEL) | +0' 00"    |
| 3   | Noël Declercq (BEL)    | +0' 00"    |
| 4   | Emiel Vandepitte (BEL) | +0' 00"    |
| 5   | Aimé Lievens (BEL)     | +0' 00"    |
| 6   | Gustave Danneels (BEL) | +1' 03"    |
| 7   | Edgard De Caluwé (BEL) | +1' 03"    |
| 8   | Frans Bonduel (BEL)    | +1' 03"    |
| 9   | Severin Vergili (FRA)  | +1' 03"    |
| 10  | Georges Speicher (FRA) | +1' 03"    |